# Micropterigidae
Micropterigidea là một họ bướm đêm duy nhất trong siêu họ Micropterigoidea, gồm khoảng 20 chi còn tồn tại. Chúng được xem là các loài nguyên thủy hiện còn tồn tại thuộc bộ Lepidoptera (Kristensen, 1999).